# La Torre del Elefante
La Torre del Elefante (titulado originalmente en inglés The Tower of the Elephant) es uno de los relatos protagonizados por el personaje de ficción Conan el Cimerio. Fue escrito por el autor pulp estadounidense Robert E. Howard y está ambientado en la mítica Era Hiboria, un universo de ficción de espada y brujería también creado por Howard. Este relato constituye la primera gran aventura de la vida del cimerio, un clásico a menudo citado tanto por Howard como por sus estudiosos como uno de los mejores relatos de Conan.

## Trama
La historia se desarrolla en la ciudad de Zamora, llamada por algunos Arenjun, o la Ciudad de los Ladrones. En el texto original de Howard nunca llamó a la ciudad Arenjun - esto fue añadido por Lyon Sprague de Camp en su introducción a la historia.
Un joven Conan está bebiendo en una taberna cuando oye por casualidad describir una fabulosa joya llamada el «Corazón del Elefante». La joya está custodiada, en una torre del mismo nombre, por un malvado brujo llamado Yara. Cuando Conan intenta sacarle al hombre más información, se produce una pelea. A medida que comienzan a pelear, una vela es derribada por los espectadores desconcertados hundiendo la taberna en la oscuridad. En la confusión resultante, Conan mata al hombre y escapa por las calles de la ciudad.
Después de esta pelea de taberna, el cimerio se dispone a robar la joya mencionada y se cruza en el camino de Taurus de Nemedia, conocido como el «príncipe de los ladrones», que cuenta con propósitos similares. Los dos ladrones se comprometen a trabajar juntos y, después de luchar contra unos leones en los jardines de la torre, escalan dicha torre legendaria. Al llegar a la cima, Tauro muere por la mordedura venenosa de una gigantesca araña que Conan a su vez mata en una batalla frenética.
Sin desanimarse, Conan continúa explorando la torre arcana y descubre a un extraño ser que tiene el cuerpo de un hombre y la cabeza de un elefante, posiblemente inspirado en el dios hindú Ganesh. La criatura, llamada Yag-Kosha, es un ciego, lisiado y torturado mago alienígena prisionero del hechicero Yara.
Yag-kosha habla de su llegada a la Tierra y cómo le enseñó el arte de la mágia a Yara que este usó en su contra. A instancias de Yag-kosha, Conan toma el Corazón del Elefante; mata al hombre elefante en un acto de misericordia; extrae el corazón del cadáver y lo exprime sobre la joya bañándola con la sangre de Yag-Kosha, por último le lleva la joya a Yara y utiliza el poder de la joya para encoger a este reducirlo y atraerlo hacia la joya que finalmente lo engulle. Allí es perseguido por un Yag-Kosha completamente restablecido.
Conan huye de la Torre del Elefante y cuando sale esta se derrumba.

## Adaptaciones
- La Torre del Elefante fue adaptado a cómic en diferentes historietas, publicadas por ejemplo por Marvel Comics y Dark Horse Comics. En español lo tenemos en Conan el Bárbaro 1ªedición #68,Conan el Bárbaro 2ª edición #4, Grandes Héroes del cómic.El Mundo #23,Conan la leyenda #20-22.

- Elementos de este relato han sido incluidos en la creación del juego de rol de mesa Conan, el juego de rol, publicado por Mongoose Publishing en 2004 en Estados Unidos y traducido al castellano en España en 2005 por la editorial sevillana Edge Entertainment.[1]

- El episodio 3 de la serie de animación Conan el Aventurero es una adaptación de La Torre del Elefante, aunque el personaje de Tauro es reemplazado por Jezmine, quien a partir de entonces se convierte en un personaje permanente en la serie.